# Weißer Germer
Der Weiße Germer (Veratrum album), auch Weiß-Germer und Weiße Nieswurz genannt, ist eine giftige Pflanzenart aus der Gattung Germer (Veratrum) innerhalb der Familie der Germergewächse (Melanthiaceae).

## Beschreibung

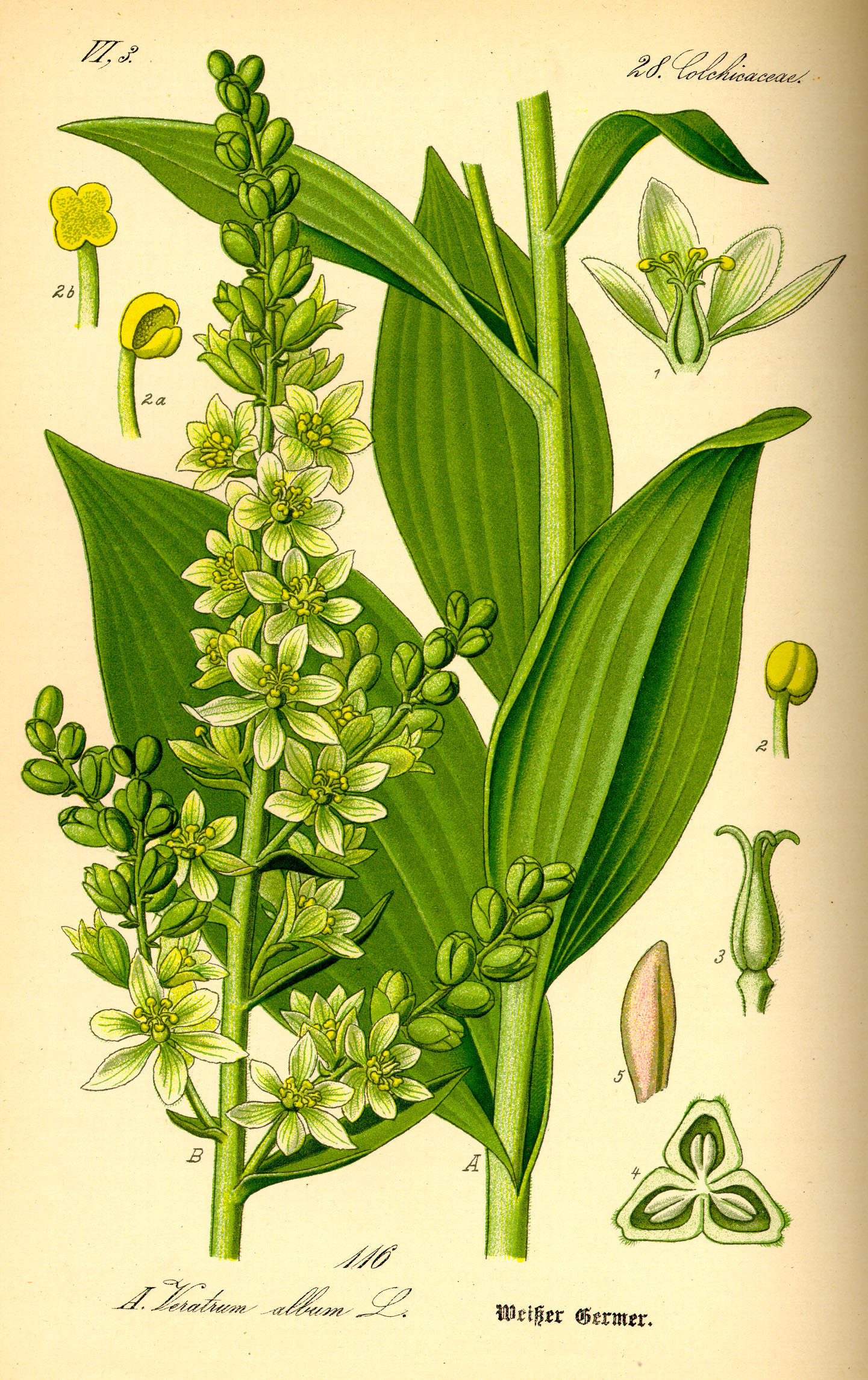
Illustration zum Weißen Germer (Veratrum album) in Otto Wilhelm Thomés Flora von Deutschland, Österreich und der Schweiz (Gera 1885)

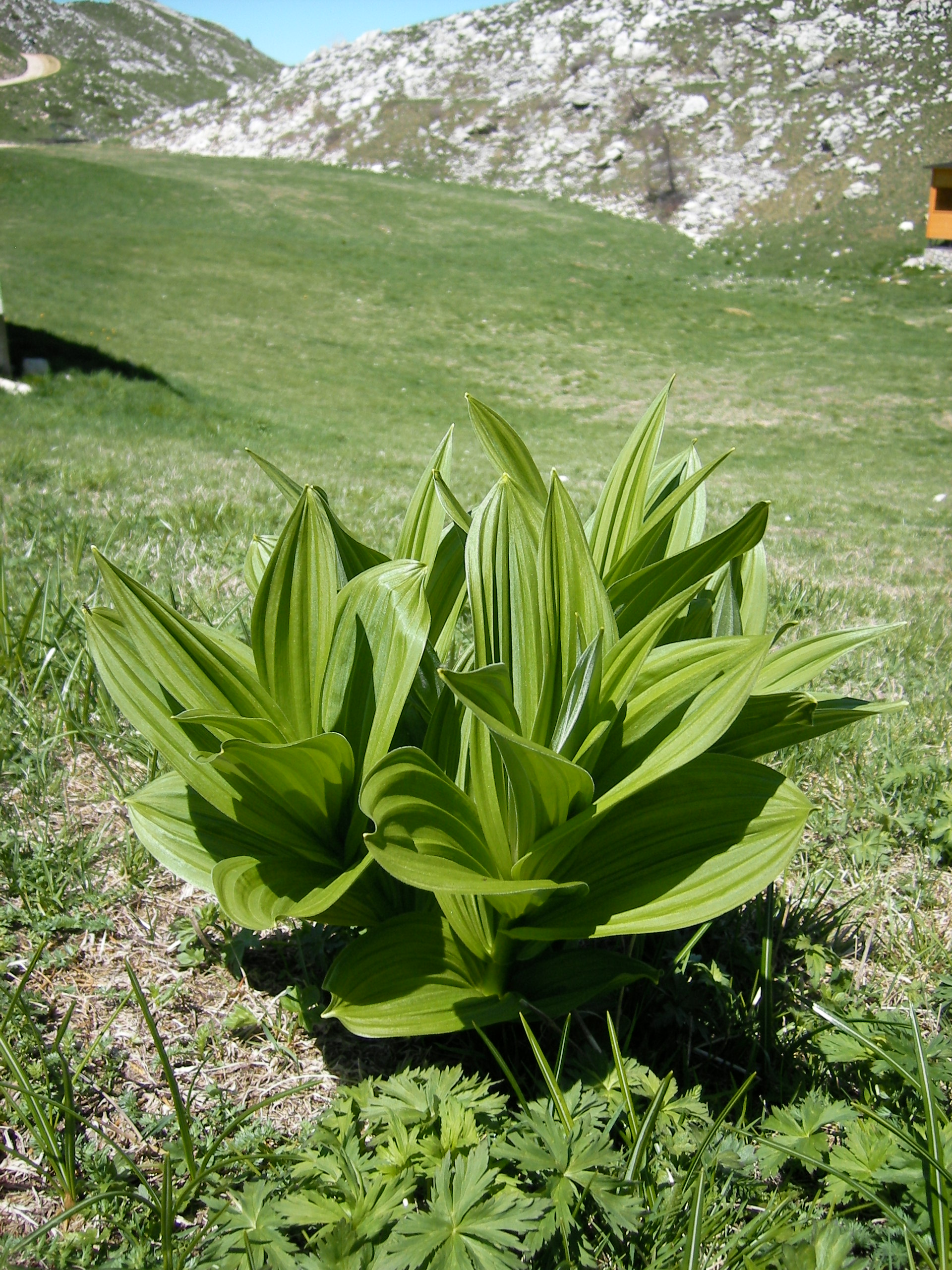
Häufig sind beim Weißen Germer wie hier am Monte Baldo nur sterile Exemplare zu sehen

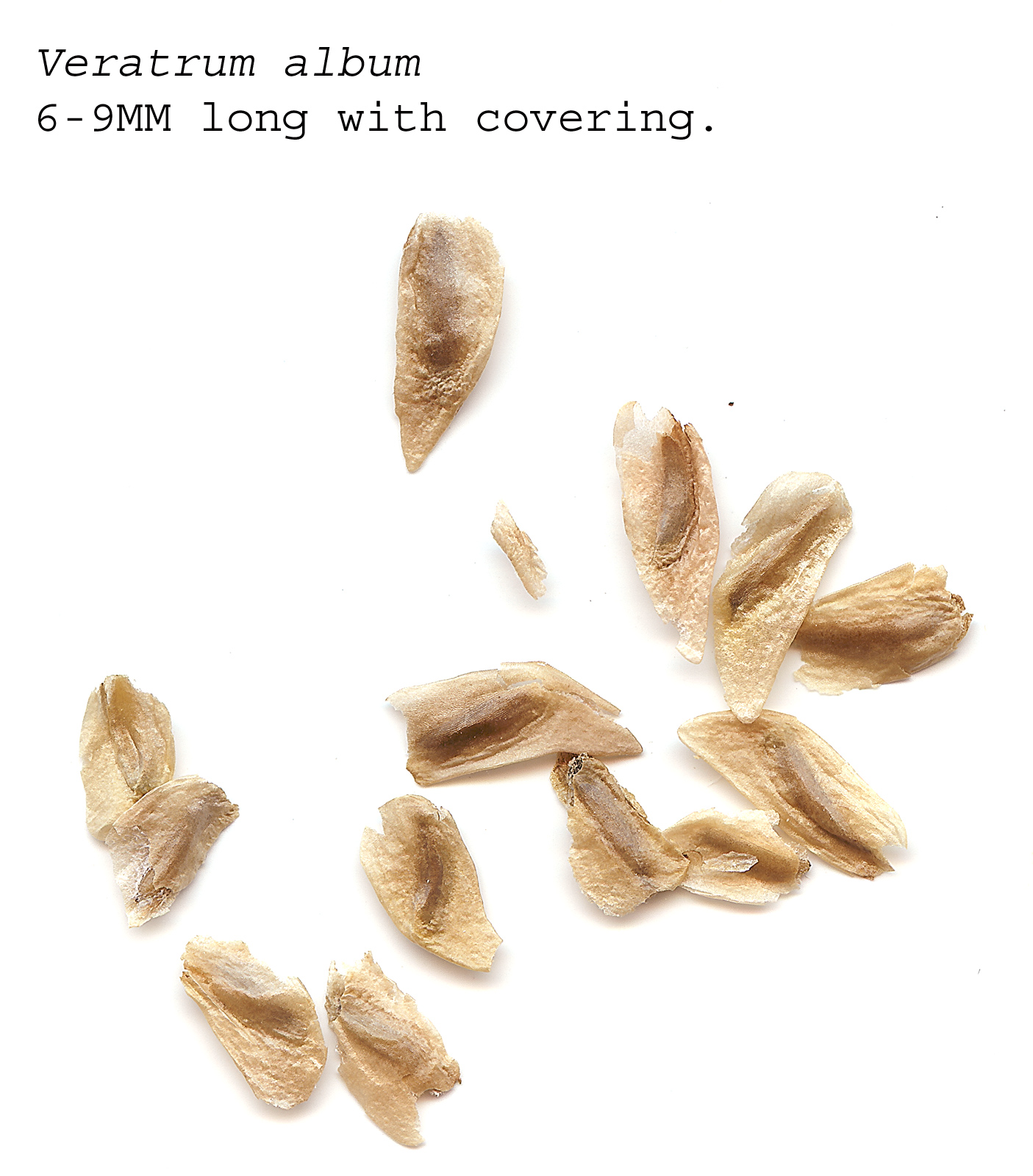
Geflügelte Samen

Hier die Beschreibung von Veratrum album s. str.:

### Vegetative Merkmale
Der Weiße Germer wächst als ausdauernde krautige Pflanze und erreicht Wuchshöhen von 50 bis 150 Zentimetern. Die Wurzel ist innen weiß. Als Überdauerungsorgan wird ein Rhizom gebildet. Der Stängel wächst selbstständig aufrecht.
Die Laubblätter sind wechselständig, schraubig, fast dreizeilig angeordnet (Unterscheidung zu den ähnlichen Enzian-Arten). Die untersten Laubblätter sind breit oval und sind bis zu 20 Zentimeter lang, die oberen sind lanzettlich. Die einfachen Blattspreiten sind bei einer Länge von bis 35 Zentimetern breit-eiförmig bis elliptisch. Alle Blattspreiten sind den Blattnerven entlang stark längs gefaltet und den Stängel umfassend. Die Blattunterseite ist flaumig behaart.

### Generative Merkmale
Die Blütezeit reicht von Juni bis August. Viele Blüten stehen dicht in einem endständigen, traubig-rispigen Blütenstand zusammen, der etwa 50 Zentimeter lang ist. Die Tragblätter viel länger als Blütenstiele.
Die meist zwittrigen Blüten sind bei einem Durchmesser von 12 bis 15 Millimetern radiärsymmetrisch und dreizählig. Die sechs gleichgestaltigen, freien Blütenhüllblätter sind innen weiß, außen grünlich bis schmutzig-gelb und 7 bis 15 Millimeter lang.
Die behaarte Kapselfrucht ist dreifächrig, öffnet sich septizid und enthält in jedem Fruchtfach einige Samen. Die Samen sind abgeflacht und schmal geflügelt.

### Chromosomensatz

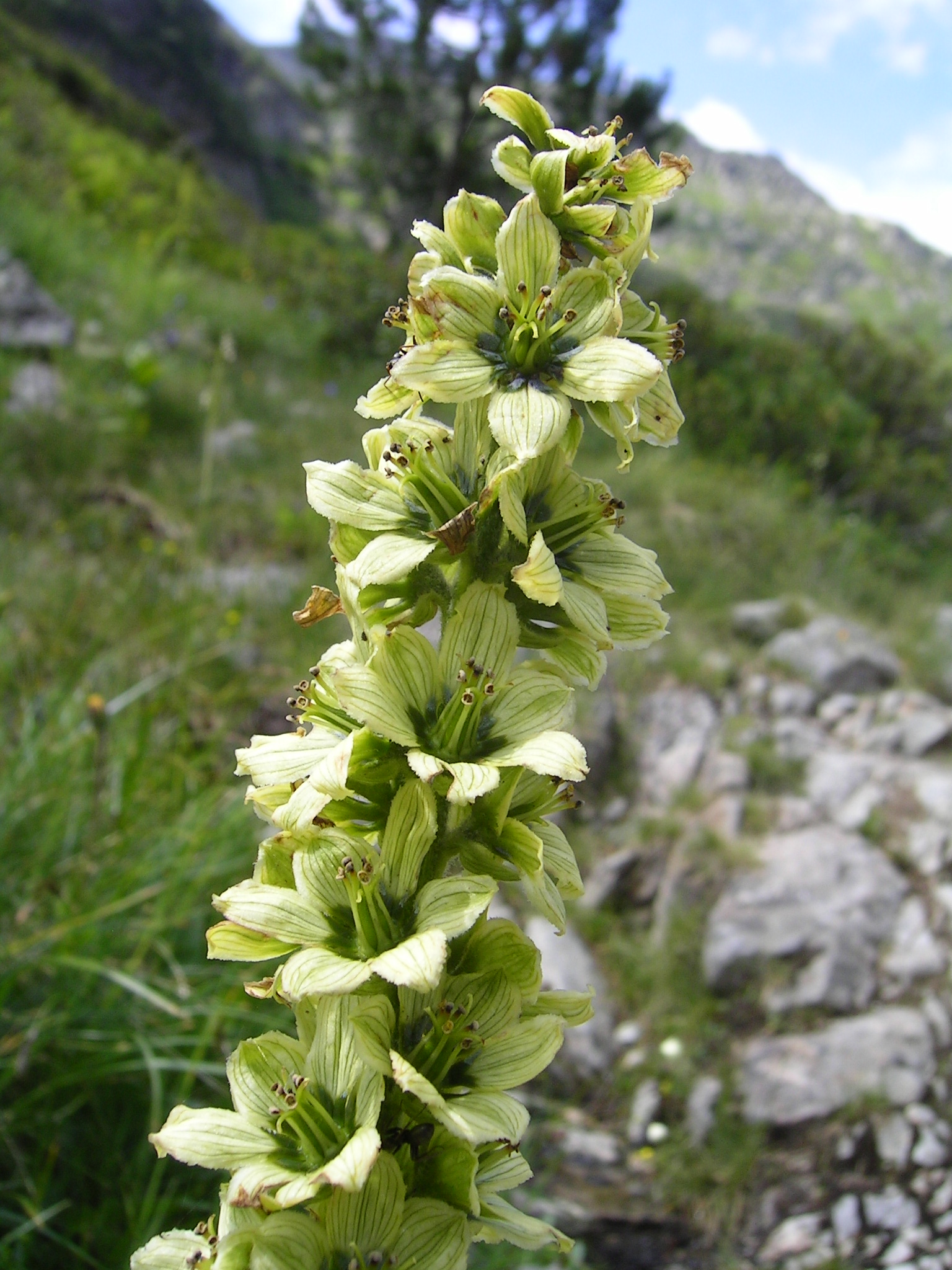
Ausschnitt eines Blütenstandes mit Blüten im Detail

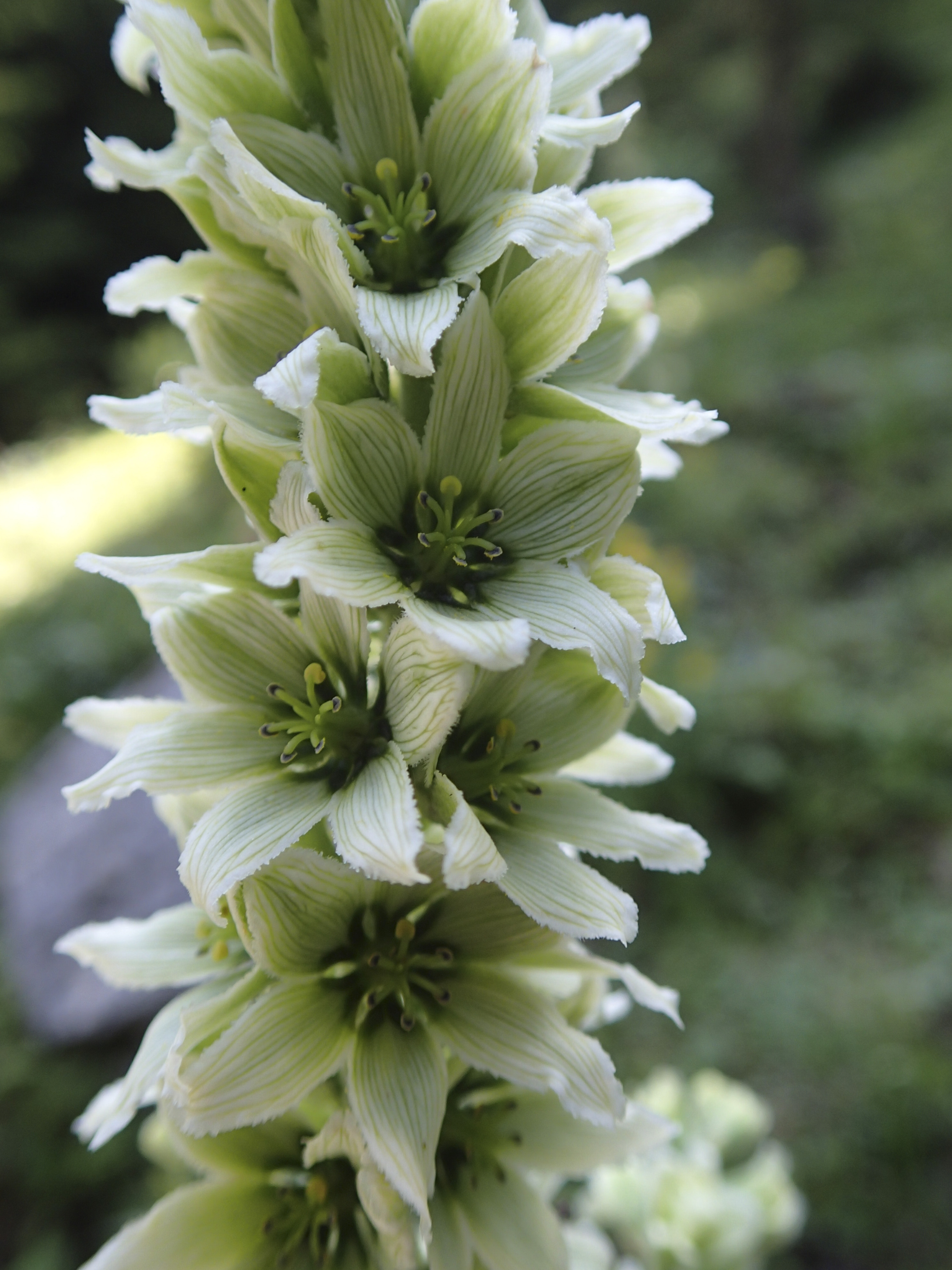
Ausschnitt eines Blütenstandes mit Blüten im Detail

Die Chromosomengrundzahl beträgt x = 8. Im Veratrum album-Komplex wurden unterschiedliche Ploidiestufen befunden, beispielsweise für Veratrum album s. str. eine Chromosomenzahl von 2n = 32.

## Ökologie
Beim Weißen Germer handelt es sich um einen sommergrünen, skleromorphen, mesomorphen Hemikryptophyten. Der Weiße Germer bildet erst nach einigen Jahren vegetativen Wachstums den ersten Blütenstand. Besonders bei Sonnenschein duftet Weißer Germer sehr aufdringlich.
Der Weiße Germer ist proterandrisch und selbstkompatibel. Es ist Selbstbestäubung möglich, aber meist erfolgt Insektenbestäubung. Blütenökologisch handelt es sich um Scheibenblumen mit offenen Nektar. Typische Bestäuber sind Fliegen und Käfer.
Die Fruchtstände sind, ähnlich wie diejenigen des äußerlich ähnlichen, aber nicht verwandten Gelben Enzians, als Wintersteher zu winterlicher Ausbreitung ihrer schmal geflügelten, leicht verwehbaren Samen befähigt. Diasporen sind die geflügelten Samen.

## Vorkommen
Das Verbreitungsgebiet von Veratrum album reicht von Europa über Westasien und Sibirien bis Russlands Fernem Osten. In Europa umfasst es die Alpen und deren Vorland, den Apennin und Osteuropa. In Österreich hat Veratrum album einen hohen „Verbreitungsgrad“. 
Standorte sind in Mitteleuropa meist feuchte Wiesen, Weiden, Lager, Hochstaudenfluren und Flachmoore von der Tallage bis in eine Höhenlage von etwa 2700 Metern. Der Weiße Germer hat seinen Schwerpunkt der Vorkommen in Pflanzengesellschaften des Verbands Rumicion alpinae, kommt aber auch in Pflanzengesellschaften der Ordnung Adenostyletalia und im Alpenvorland auch in Pflanzengesellschaften der Verbände Molinion oder Alno-Ulmion vor.

## Systematik
Die Erstveröffentlichung von Veratrum album erfolgte 1753 durch Carl von Linné in Species Plantarum, Tomus I, S. 1044. Das Lektotypusmaterial (LINN.1210.1) wurde 1993 durch Matthew in Regnum Veg., Volume 127, S. 98 festgelegt. Synonyme für Veratrum album L. sind: Helleborus albus (L.) Gueldenst., Melanthium album (L.) Thunb., Melanthium bracteolare Desr., Melanthium virens Thunb., Veratrum parviflorum Bong. nom. illeg., Veratrum viride Röhl. nom. illeg., Veratrum bosniacum Beck, Veratrum bosniacum var. albanicum O.Loes., Veratrum croaticum (Beck) O.Loes., Veratrum flavum (Griseb.) O.Loes., Veratrum misae (Širj.) O.Loes., Veratrum polygamum Gilib., Veratrum lobelianum var. glabrescens Zapal., Veratrum lobelianum var. obovatum Beck, Veratrum lobelianum var. podolicum Zapal., Veratrum lobelianum var. misae (Širj.) O.Loes., Veratrum lobelianum subsp. misae (Širj.) Šourková, Veratrum album var. albiflorum Lange, Veratrum album var. bosniacum (Beck) Nyman, Veratrum album var. croaticum Beck, Veratrum album var. flavum Griseb., Veratrum album var. spathulatum Beck, Veratrum album var. viride Lapeyr., Veratrum album var. viridiflorum Mert. & W.D.J.Koch, Veratrum album var. misae Širj., Veratrum album subsp. misae (Širj.) Tzvelev.
Zum Veratrum album-Komplex gehören beispielsweise Veratrum album L. s. str., Veratrum grandiflorum (Maxim. ex Miq.) O.Loes., Grüner Germer (Veratrum lobelianum Bernh.), Veratrum oxysepalum Turcz. Ab 2003 sind immer mehr Autoren der Ansicht, dass Veratrum album s. str. und Veratrum lobelianum getrennte eigenständige Arten sind.
Je nach Autor wurden etwa zwei Unterarten der Art Veratrum album, die seit 2003 von manchen Autoren auch als Arten aufgefasst werden. Hier die historische Darstellung, die auch in manchen Floren zu finden ist: 
- Veratrum album L. subsp. album: Die Blüten sind weißlich und Blattadern grün. In den Allgäuer Alpen steigt diese Unterart in Vorarlberg am Grat zwischen Kanzelwand und Schüsser bis zu einer Höhenlage von 2050 Metern auf.[12] Die ökologischen Zeigerwerte nach Landolt & al. 2010 sind in der Schweiz: Feuchtezahl F = 4w+ (sehr feucht aber stark wechselnd), Lichtzahl L = 3 (halbschattig), Reaktionszahl R = 4 (neutral bis basisch), Temperaturzahl T = 2+ (unter-subalpin und ober-montan), Nährstoffzahl N = 4 (nährstoffreich), Kontinentalitätszahl K = 2 (subozeanisch).[13]
- Veratrum album subsp. lobelianum (Bernh.) Arcang. (Syn.: Veratrum lobelianum Bernh.): Die Blüten sind gelblich-grün und die Blattadern sind dunkler grün. Diese Unterart kommt öfter in tieferen Höhenlagen vor. Die ökologischen Zeigerwerte nach Landolt et al. 2010 sind in der Schweiz: Feuchtezahl F = 3+w+ (feucht aber stark wechselnd), Lichtzahl L = 3 (halbschattig), Reaktionszahl R = 3 (schwach sauer bis neutral), Temperaturzahl T = 2 (subalpin), Nährstoffzahl N = 4 (nährstoffreich), Kontinentalitätszahl K = 3 (subozeanisch bis subkontinental).[13]

## Trivialnamen
Er wird auch als (Weiße) Nieswurz, Hammerwurz, Hemmer(t)wurzn, Lauskraut oder Lauswurz bezeichnet. Auf Althochdeutsch hieß der Germer germarrum, germâra. Volkstümliche Bezeichnungen sind: Germele, Gerbere, Görbela, Görbala, Geermäder, Germägä (Schweiz), Hemmer (Niederösterreich), Hammer (Kärnten), Hemmern (Kärnten, Tirol), Hammerwurz, Hemad, Hemat'n (Alpenländer), Hematwurzen (Berchtesgaden), Hematwurz'n (Niederösterreich), Tschamarika, Tschemer, Zemmer (Kärnten), Lauskraut (Österreich, Tirol, Schwaben), Lauswurz (Allgäu), Lusworza (Schweiz: St. Gallen), Schwab'nwurz (Niederösterreich), Chäferworzel, Chäfer (St. Gallen), Oldocke, Wendedocken (Riesengebirge).
Auf solche, zum Teil auch für andere Germer-Arten (wie für Schwarzer oder Grüner Germer) benutzte Bezeichnungen gehen fallweise auch die Namen von Fluren und darauf errichteter Anwesen zurück. Beispiele:
- Hemmersuppenalm bei Reit im Winkl[15]
- „Hämmermoos“[16], hierauf errichtet die „Hämmermoosalm“ im Gaistal bei Leutasch.

## Verwechslung
Der Weiße Germer kann in nicht blühendem Zustand mit dem Gelben Enzian (Gentiana lutea) verwechselt werden, dessen Blätter aber kreuzgegenständig angeordnet sind.

## Giftigkeit
Veratrum album ist sehr stark giftig. Bei innerlicher Aufnahme wirkt die (ungekochte) Nieswurz bereits in Zentigrammdosen giftig. Sie enthält in allen Pflanzenteilen, besonders jedoch im „Wurzelstock“, giftige Steroidalkaloide, die beiden wichtigsten Vertreter sind Protoveratrin A und Protoveratrin B. Auch Germerin soll enthalten sein. Von der Antike bis in die frühe Neuzeit wurde das gelegentlich als condisum bezeichnete Mark der Nieswurz als harntreibendes, menstruationsförderndes sowie überschüssige oder verdorbene Säfte purgierendes Arzneimittel benutzt. Die auch als Helleborus albus (älter elleborus albus), das heißt „weiße Nieswurz“, bezeichnete Pflanze diente insbesondere als Brechmittel. Der Alkaloidgehalt nimmt mit steigender Höhe des Pflanzenstandorts ab. So beträgt er auf etwa 700 m rund 1,5 Prozent und sinkt bei Pflanzenexemplaren in den höchsten Lagen (etwa 2500 m) auf 0,2 Prozent.
Auch wurden medizinale Vergiftungen aufgrund der Verwechslung von Galgantwurzel (Rhizoma galangae) mit Germerwurzel (Rhizoma veratri) berichtet.
Die Symptome äußern sich in Erbrechen, heftigem Durchfall, Kältegefühl, Muskelkrämpfen, Halluzinationen, Atemnot und Kollapszuständen. Der Tod kann zwischen drei und zwölf Stunden nach der Giftaufnahme eintreten. Bei auftretenden Vergiftungserscheinungen sollte unbedingt ein Krankenhaus aufgesucht bzw. der Notarzt verständigt werden. Als Gegenmaßnahmen werden die Gabe von Aktivkohle und wiederholte Magenspülungen mit Kaliumpermanganat empfohlen. Bei drohender Atemlähmung hat sich lang anhaltende künstliche Beatmung bewährt. Ansonsten ist symptomatische Behandlung durch Wärmezufuhr, Kreislaufstabilisation und Gabe von Schmerzmitteln angezeigt.
Der neuseeländische Toxikologe Leo Schep vom „New Zealand’s National Poisons Centre“ behauptet in einer Studie, dass eine Vergiftung durch den Weißen Germer die wahrscheinlichste Ursache für den Tod Alexander des Großen war. Der Weiße Germer wurde von den Griechen als pflanzliches Mittel zur Herbeiführung von Erbrechen fermentiert. Dies könnte erklären, warum es zwölf Tage dauerte, bis er starb.
Das erfahrene Großvieh rührt diese sehr stark giftige („+++“ bei Roth/Daunderer/Kormann) Pflanzenart nicht an, doch gehen an ihr immer wieder Kälber, Schafe und Ziegen zugrunde.

## Heilkunde
Die medizinischen Wirkungen von Veratrum album wurden untersucht.
Der Absud der Wurzel wurde gegen Läuse und Küchenschaben verwendet. In der Antike wurde Weißer Germer als Mord- sowie als Pfeilgift genutzt. Medizinisch fand der Weiße Germer als Mittel gegen Bluthochdruck Verwendung. Wegen der sehr hohen Giftigkeit wird die Pflanze heute nur noch in der Homöopathie genutzt.
Die Antike kannte „elleborus leukos“ oder „Helleborus albus“ (auch Elleborus albus), welchen man mit Veratrum album gleichsetzt, wobei heilkundliche Angaben sich meist auf den Wurzelstock (Rhizoma Veratri) beziehen. Bei Hippokrates ist es geläufiges Brechmittel, auch bei Dioskurides Brechen und Niesen erregend. Man nutzte es nach Plinius gegen Ungeziefer, laut Aëtius bei Wahnsinn. In Bocks Kreutterbuch (1565) ist Germer emetisch, purgierend und diuretisch, hilft bei Lepra, Melancholie, Epilepsie, Schwindel, „vanwitzigkeyt“, Gicht, Ödemen, Krämpfen, viertägigem Fieber, altem Husten und treibt Totgeburten aus, in der Nase reinigt er den Kopf und hilft bei Augenweh. Matthiolus‘ New-Kreuterbuch (1626) fügt Flechten, Krätze, Geschwüre, Zahnweh und Förderung der Regel hinzu. Von Haller nutzt ihn als Niespulver und bei Krätze, Hufeland auch bei Gemütsleiden. Quellen zur russischen Volksmedizin weisen auf Anwendung bei Hautleiden, Würmern, Zahnweh, Geschwüren u. a. der Nägel, Trunksucht, Geschlechtskrankheiten, Ödemen, Läusen. Das 19. Jahrhundert kennt Empfehlungen bei Cholera. Andere nennen Herzbeschwerden oder Myasthenie. Die Blätter wurden Schnupftabak beigemengt. Auch Indianer sollen die Wurzel als Brechmittel gekannt haben. Samuel Hahnemanns Habilitation „De helleborismo veterum“ (1812) zufolge war Veratrum album das zu Hippokrates‘ Zeit übliche Brechmittel und einzige Mittel für chronisch Kranke überhaupt. Die Homöopathie kennt Veratrum album bei krampfhaftem Durchfall und Erbrechen mit Erschöpfung, aber auch bei Manie und Größenwahn.